# Gentio do Ouro
Gentio do Ouro là một đô thị thuộc bang Bahia, Brasil. Đô thị này có diện tích 3671,237 km², dân số năm 2007 là 11478 người, mật độ 3,13 người/km².